# Pancetta
La pancetta ([pan'ʧetːa]) est une transformation alimentaire de la charcuterie italienne, à base de poitrine de porc salée, poivrée et séchée pendant environ trois mois. En Italie, elle est souvent utilisée pour ajouter de la profondeur aux soupes et aux pâtes.

## Description et utilisation

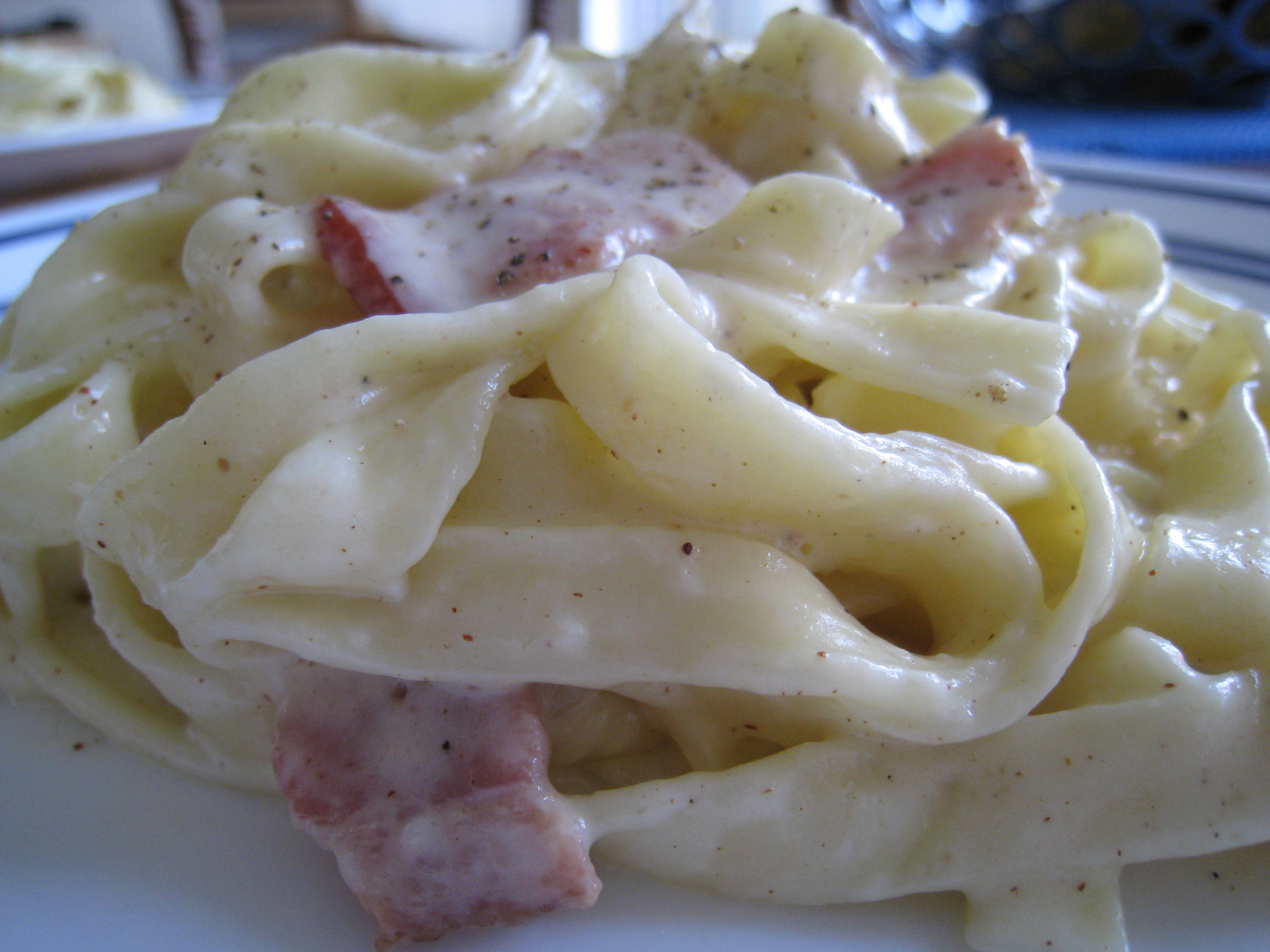
Pancetta carbonara.

La pancetta peut être fumée ou non. Présentée souvent enroulée sous la forme d'une grosse saucisse, il en existe une vingtaine de sortes.
Les deux types de base de pancetta sont l' arrotolata (roulée) et la stesa (plate). L' arrotolata, salée, est principalement coupée en fines tranches et consommée crue comme antipasti ou simplement comme composant d'un sandwich ; la stesa est souvent utilisée hachée comme ingrédient dans de nombreuses recettes ou coupée en lanières épaisses, qui sont généralement consommées grillées. Il existe également une version de l'arrotolata, à laquelle on ajoute de la coppa au centre du rouleau (pancetta coppata). Le type roulé est typique de l' Italie du Nord, tandis que le type aplati est typique du centre et du sud de l'Italie.Fumée, elle est nommée affumicata (Trentin-Haut-Adige, Frioul, Vénétie...) ; elle peut-être encore steccata (pliée et serrée sur elle-même) ou tesa (sous la forme d'un parallélépipède plat).
Pour la cuisson, elle est souvent coupée en cubes (cubetti di pancetta). Lorsqu'elle est servie seule, la pancetta est présentée en tranches très fines. En Italie, la pancetta est couramment servie sous forme d'assiette anglaise, tranchée finement et consommée crue. On l'utilise davantage pour relever d'autres mets, surtout des sauces ; par exemple, elle peut être utilisée dans les pâtes à la carbonara (bien que le guanciale soit généralement considéré comme plus traditionnel),.

## Processus de production
La plupart des produits à base de pancetta sont fabriqués à partir de poitrine de porc saumurée dans un mélange de sel, de dextrose, d'épices et d'extraits d'érythorbate de sodium, d'ail, de sucre et/ou de nitrate de sodium,,.
La peau de la poitrine de porc est retirée avant que le porc ne soit salé et maintenu dans une cuve de saumure pendant 10 à 14 jours dans un environnement à basse température et à forte humidité. La saumure est généralement composée de sel, de nitrite, d’ascorbate, d'épices telles que du poivre noir, du piment, de l'ail, du genévrier et du romarin, et parfois de nitrate.
Après salage et saumurage, le porc est roulé, avec des couches de graisse à l'extérieur entourant un noyau charnu. Le porc roulé est ensuite étroitement emballé dans des filets ou d'autres boyaux fibreux. Le laminage produit la forme distinctive de la pancetta, tandis que le boyau empêche la cémentation dans les dernières étapes du processus de production.
Après roulage et emballage, la viande de porc subit des réactions enzymatiques facilitées par une exposition à un environnement chaud de 22 à 24 °C pendant 24 à 36 heures. Elle est simultanément exposée à des fumées froides pour obtenir les couleurs et les saveurs souhaitées et pour éviter la moisissure.
Enfin, le porc fumé est maintenu à 12–14 °C et 72–75 % d'humidité relative pendant 3–4 semaines pour le séchage. La pancetta obtenue conserve environ 70 % de son poids d'origine.

## Conservation

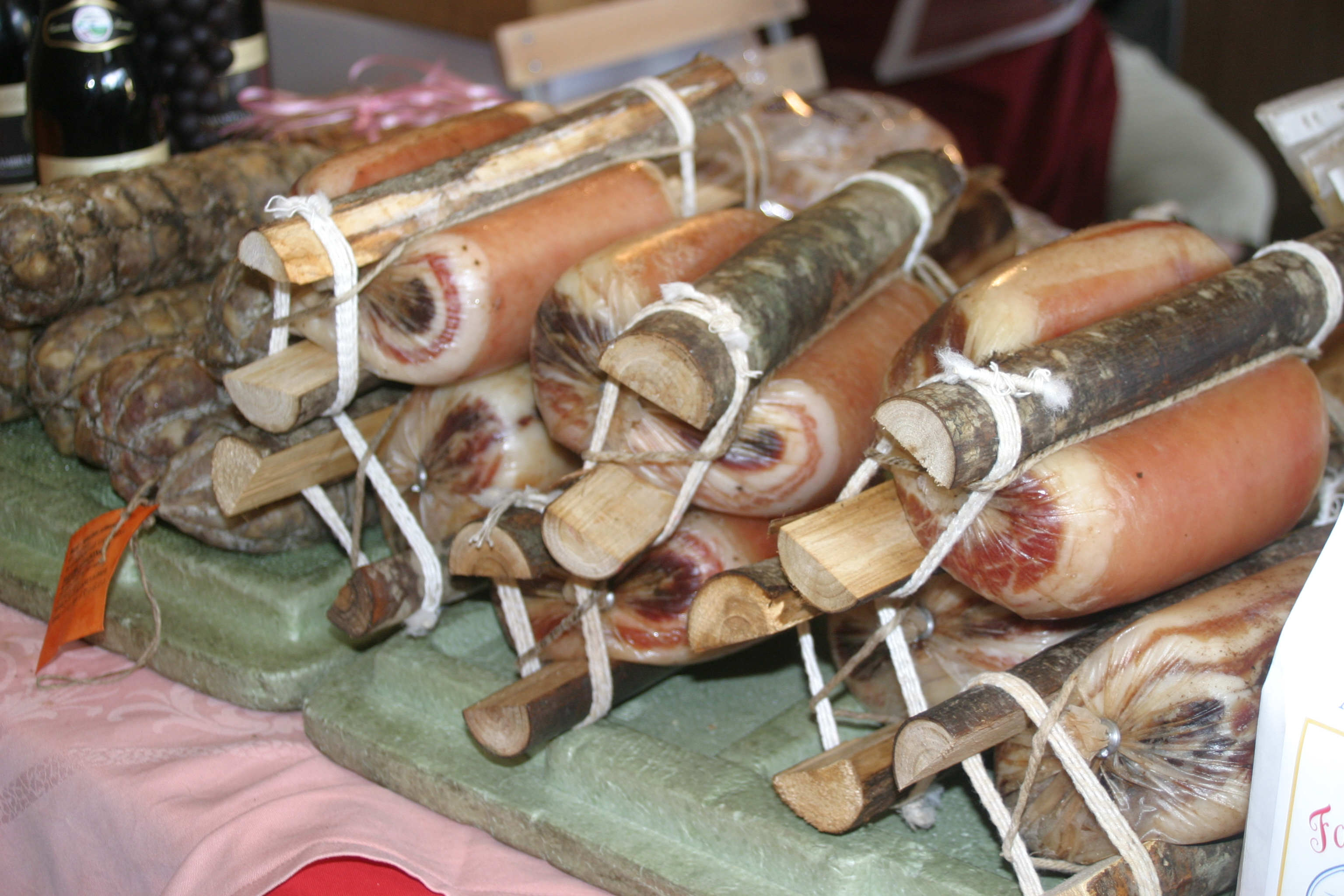
Pancetta fumée.

La pancetta est conservée par affinage. La salaison se fait à l'aide d'un mélange d'épices et de sel contenant des nitrates ou des nitrites, qui agissent pour prolonger la durée de conservation des charcuteries. Les nitrates aident à éliminer l'excès d'humidité du porc, ce qui diminue l'activité de l'eau et limite l'eau libre disponible pour la croissance des micro-organismes pathogènes et responsables de la détérioration. Les nitrites de sodium sont utilisés pour empêcher la croissance du clostridium botulinum, bactérie responsable du botulisme, et des Listeria monocytogenes, ainsi que pour conférer la saveur et la couleur souhaitables. Les nitrates agissent comme des nitrites à libération prolongée et sont utilisés dans les produits de base de la pancetta qui nécessitent de plus longues périodes de durcissement et de séchage.
D'autres constituants du mélange d'épices agissent également pour préserver la durée de conservation de la pancetta : le poivre noir agit comme un antibiotique et l'érythorbate de sodium est utilisé comme antioxydant[réf. nécessaire].
La pancetta conservée dans son emballage d'origine peut se conserver jusqu'à 12 mois. Après ouverture, elle se conserve environ 2 à 3 semaines au réfrigérateur et jusqu'à 3 mois au congélateur.

## Valeur nutritionnelle

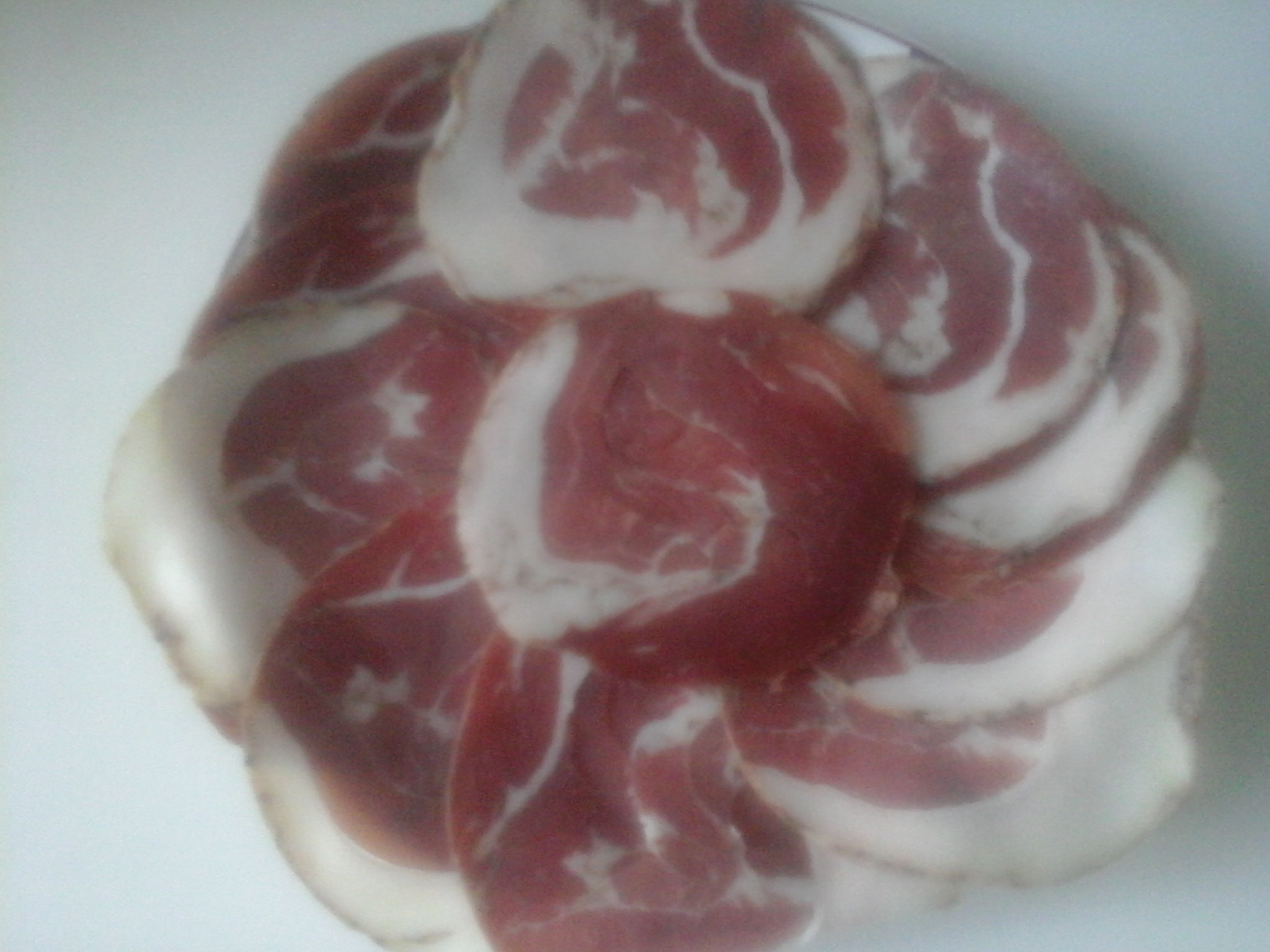
Tranches de pancetta.

Une portion de 30 g de pancetta contient environ 5,0 g de protéines, 11,0 g de matières grasses et 20 à 25 mg de cholestérol. Une portion comprend entre 15 et 22 % de la valeur quotidienne acceptée pour les graisses,. Malgré sa forte teneur en matières grasses quotidiennes, la pancetta a une teneur en matières grasses inférieure à celle des autres produits à base de lard fumé.
Une seule portion de pancetta contient environ 540 mg de sodium,. La consommation de viandes transformées serait la deuxième plus grande source de consommation de sodium alimentaire, les produits à base de lard étant en tête des produits de porc transformés en termes de teneur en sodium. La pancetta contient des traces de glucides et aucune fibre alimentaire.
Ces valeurs peuvent varier en fonction des méthodes de traitement, de séchage et de cuisson.

### Santé
Le risque de cancer associé est probablement lié à la présence de nitrosamines dans les produits carnés transformés comme la pancetta. Les nitrosamines sont des cancérogènes formés par la réaction des nitrites et des amines,. Des nitrites sont ajoutés pendant le traitement pour agir comme conservateurs et comme agents antibactériens contre le clostridium botulinum. Les amines sont des composés naturellement présents dans les viandes. Les nitrosamines se forment souvent à des températures élevées, comme celles nécessaires à la production de bacon, une viande transformée dans laquelle des nitrosamines ont été trouvées.
Il a également été démontré que les nitrosamines jouent un rôle dans la maladie d'Alzheimer et d'autres maladies neurodégénératives, ainsi que dans le diabète de type 1 et 2.

## Réglementation

### Canada
En vertu de la réglementation canadienne (CRC, annexe C.2), un produit de viande séchée comme la pancetta est un produit de viande comestible préparé avec du sel contenant au moins 100 ppm de nitrate de sodium ou de nitrate de potassium.

### États-Unis
Aux États-Unis, en vertu du Food Safety and Inspection Service du Département de l'Agriculture des États-Unis (USDA), les hormones ne sont pas autorisées chez les porcs ou les volailles élevés pour l'alimentation. Le porc ou la volaille vendus aux États-Unis doivent être étiquetés comme étant sans hormones et inclure une déclaration indiquant que la réglementation fédérale interdit l'utilisation d'hormones,.

### Union européenne
L'appellation d'origine protégée (AOP) Pancetta Piacentina a été approuvée par le règlement de l'Union européenne (UE) 814/2014. Ce règlement définit les exigences pour la production et l'étiquetage de la pancetta piacentina, y compris l'utilisation d'ingrédients et de processus spécifiques. Les producteurs de pancetta piacentina doivent respecter les normes décrites dans le règlement UE 814/2014 pour pouvoir étiqueter leur produit avec l'appellation Pancetta Piacentina AOP,.
Le règlement UE 2015/1286 approuve également l'Appellation d'Origine Protégée (AOP) Pancetta di Calabria. Ce règlement définit les exigences pour la production et l'étiquetage de la pancetta di Calabria, semblables à celles de la Pancetta Piacentina AOP. Seule la pancetta produite dans la région italienne de Calabre peut être étiquetée comme Pancetta di Calabria. Les producteurs de pancetta di Calabria doivent respecter les normes décrites dans le règlement UE 2015/1286 pour pouvoir utiliser l'appellation Pancetta di Calabria AOP sur leur produit,.

## Variantes
Certaines appellations d'origine sont protégées par des Denominazione di origine protetta (DOP), comme la pancetta piacentina, ou la pancetta di Calabria. Toutes deux sont de type arrotolata (roulée) et sont toujours de saveur douce.

### Pancetta piacentinaDOP (Emilie-Romagne)
De forme cylindrique et d'un poids de 4 à 8 kg, elle est fabriquée à plus de 900 m d'altitude, dans la province de Plaisance, à partir de cochons nés, élevés et abattus en Lombardie et en Émilie-Romagne. Elle est salée à sec, roulée, embossée dans un boyau naturel de porc et séchée 4 mois minimum.
Maigre rouge vif, avec un gras blanc, elle a une texture fondante et une saveur douce.
Elle est dégustée au naturel à l'apéritif, pour farcir la piadina romagnola IGP et dans de nombreuses recettes, des sauces pour les pâtes aux rôtis de viande.

### Pancetta di CalabriaDOP (Calabre)
Cette poitrine avec sa couenne est d'une épaisseur comprise entre 3 et 5 cm et provient de cochons élevés et abattus en Calabre. Elle est salée, lavée à l'eau, marinée au vinaigre de vin, recouverte d'impepatura (poudre de piment) et maturée au moins 30 jours.
Le maigre, à la texture dense et à la saveur délicate contraste avec le gras fondant, sapide et suave.
Elle est consommée traditionnellement avec des pâtes, des légumineuses, des fèves fraîches...

### Pancetta coppata
La pancetta coppata, ou pancetta magra, est constituée de poitrine (pancetta) enroulée autour d'une échine désossée (coppa ou capocollo). La coppa est un morceau plus maigre, bien que persillé, au gras intramusculaire visible. Ce savoir-faire est répandu principalement en Émilie-Romagne, Lombardie et Vénétie. Elle est principalement de fabrication industrielle.
Le gras fondant de la pancetta lui donne une saveur douce, et la coppa une texture onctueuse. Dégustée à l'apéritif, elle n'entre que dans peu de recettes traditionnelles.

## Dénomination
Dans le Sud de la France, il existe la ventrèche qui est une variante de la pancetta. La dénomination est alors ventresca d'une façon générale en Occitanie mais également cansalada dans le Bas-Languedoc et le Roussillon. Une préparation semblable existe en Corse sous le nom de panzetta.